# إقبال أباد (إقليد)
إقبال أباد (بالفارسية: اقبال‌آباد) هي قرية تقع في البلدة المركزية في إيران. يقدر عدد سكانها بـ 31 نسمة .